# Guillaume de Prusse
Pour les articles homonymes, voir Guillaume de Prusse (homonymie).
 (mars 2014).
Si vous disposez d'ouvrages ou d'articles de référence ou si vous connaissez des sites web de qualité traitant du thème abordé ici, merci de compléter l'article en donnant les références utiles à sa vérifiabilité et en les liant à la section « Notes et références ».
Titres
Prétendant au trône royal de Prusse et au trône impérial allemand
5 juin 1941 – 20 juillet 1951
(10 ans, 1 mois et 15 jours)
Prince héritier d'Allemagne et de Prusse
15 juin 1888 – 9 novembre 1918
(30 ans, 4 mois et 25 jours)
Guillaume de Prusse (Friedrich Wilhelm Victor August Ernst von Preußen), souvent designé par son titre de Kronprinz, est né à Potsdam le 6 mai 1882, et mort à Hechingen le 20 juillet 1951. Fils aîné de l'empereur allemand Guillaume II et de la princesse Augusta-Victoria de Schleswig-Holstein-Sonderbourg-Augustenbourg, Guillaume épouse le 6 juin 1905 à Berlin la princesse Cécile de Mecklembourg-Schwerin (1886-1954), fille du grand-duc Frédéric-François III de Mecklembourg-Schwerin et d’Anastasia Mikhaïlovna de Russie. Le couple aura six enfants.

## Première Guerre mondiale

### Rôle militaire
Lors de la Première Guerre mondiale, il est commandant des Hussards à la tête de mort (de). Le 2 août 1914, son statut d'héritier impérial lui vaut, avec le grade de Generalmajor (général de brigade) et malgré une formation d'état-major insuffisante, d'être investi du commandement de la 5e armée. En 1916, pendant la bataille de Verdun, interprétant mal les consignes du chef d'état-major Erich von Falkenhayn, il tente d'envelopper la ville par le sud-est, persuadé que la chute de cette place aura une valeur décisive : il multiplie les attaques vers les positions fortifiées des hauts de Meuse, causant de lourdes pertes parmi ses hommes.
La même année, après les terribles combats qui opposent Français et Allemands pour la prise du fort de Vaux, le commandant Raynal et les troupes françaises sous son commandement se rendent aux Allemands. Lors de cette reddition le commandant français, comme le veut l'usage à cette époque, remet son sabre à un officier allemand. Prisonnier, il est emmené au quartier-général de Guillaume de Prusse. Le Kronprinz, par respect pour le soldat français, veut lui rendre son sabre, mais celui-ci reste introuvable. Honorant la valeur militaire de son adversaire, Guillaume de Prusse décide de remettre à l'héroïque défenseur du fort de Vaux un poignard de pionnier allemand.
Le Kronprinz est encadré par ses chefs d'état-major successifs, Konstantin Schmidt von Knobelsdorf jusqu'au 21 août 1916 puis Walther von Lüttwitz, des professionnels expérimentés. Une lettre de Guillaume II à son fils, au début du conflit, résume bien la position du jeune prince : « Je t'ai confié le commandement de la 5e armée. Tu auras le Generalleutnant Schmidt von Knobelsdorf comme chef d'état-major. Ce qu'il te conseille, tu dois le faire ».
Du 26 novembre 1916 à la fin de la guerre, il est à la tête du groupe d'armées prince héritier allemand qui regroupe plusieurs armées du front de l'Ouest :
- novembre 1916 : 3e et 5e armées ;
- mars 1917 : 2e, 7e, 3e et 5e armées ;
- avril 1917 : les mêmes plus la 1re armée ;
- février 1918 : 18e, 7e, 1re et 3e armées.

Le Kronprinz assure le commandement de ses troupes au Mort-Homme près de Verdun et commande pendant le conflit depuis son quartier général à Charleville dans les Ardennes. Au même moment, il entretient une liaison adultérine avec une veuve française.

### Révolution
Lors de la révolution de Novembre en 1918, les soldats de la 5e armée se mutinent. Le Kronprinz se réfugie à l'état-major de la 3e armée. Après la signature de l'armistice, le gouvernement provisoire du Conseil des commissaires du peuple lui ordonne de rapatrier son groupe d'armées en Allemagne, ce qu'il se sent incapable de faire. C'est le chef d'état-major général, le maréchal Paul von Hindenburg, qui lui ordonne de partir et de rejoindre son père aux Pays-Bas. Il renonce à ses droits au trône et va s'établir sur l'île de Wieringen, dans le Nord de la Hollande.

## Entre-deux-guerres

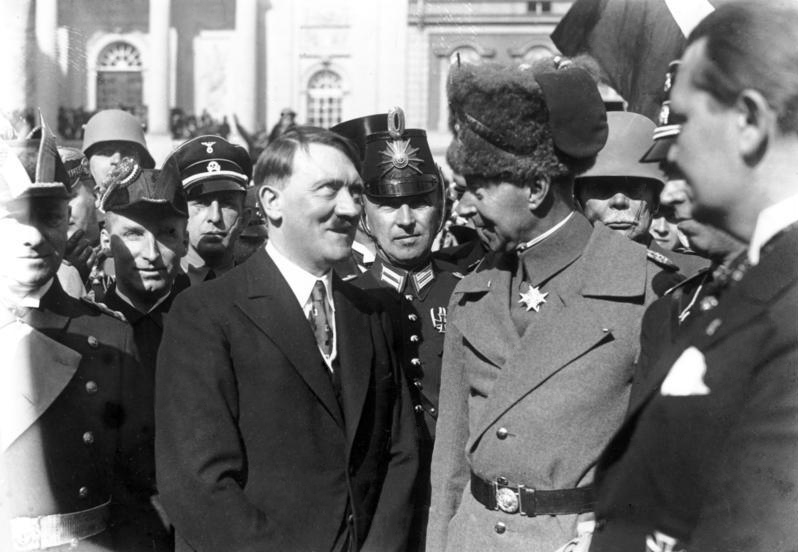
Adolf Hitler et Guillaume de Prusse (au centre) lors de la journée de Potsdam, le 21 mars 1933. À droite, de profil, Hermann Göring. Le Kronprinz arborait fréquemment un chapeau avec une tête de mort qui lui a valu de nombreuses caricatures.

En 1923, il revêt de nouveau son uniforme des hussards à tête de mort.
Dans les années 1930, Guillaume de Prusse se montre proche des nazis. Le Kronprinz assure la jonction des corps-francs allemands et des anciens combattants de la Grande Guerre avec le Parti national-socialiste. Sur les images de la période, on distingue Guillaume de Prusse aux côtés d'Adolf Hitler et des dignitaires du parti nazi, brassard à croix gammée au bras.
En 1933, après l'investiture d'Adolf Hitler comme chancelier de l'Allemagne nazie, le Kronprinz est manipulé par les nazis, qui l'utilisent comme figurant afin de lever les dernières hésitations des Allemands encore méfiants envers la politique prônée par Hitler. Lors de l’épuration de la nuit des Longs Couteaux, du 29 juin au 2 juillet 1934, les membres de la famille Hohenzollern résidant en Allemagne ne sont pas inquiétés mais restent discrets, comme cela le leur avait été demandé.

## Après la Seconde Guerre mondiale
Le Kronprinz, âgé de 63 ans en 1945, réside dans un de ses châteaux en Allemagne, entretenant de multiples liaisons. Son épouse vient de temps en temps lui rendre visite pour lui donner de quoi subvenir à ses besoins.
Lors de l'occupation de l'Allemagne en 1945, après la Seconde Guerre mondiale, il se présente au général de Lattre de Tassigny pour lui demander de subvenir à ses besoins en matière de confort pour lui et sa maîtresse et d'agir pour que ses propriétés situées en Prusse ne soient pas détruites par les Soviétiques. Lui faisant remarquer qu'au même moment l'Allemagne se trouve en ruine, que des millions d'Allemands souffrent de la faim, meurent au combat dans des conditions atroces, de Lattre lui dit : « Vous êtes lamentable, monsieur. Lamentable »[réf. à confirmer].
Il est enterré au château de Hohenzollern.

## Famille

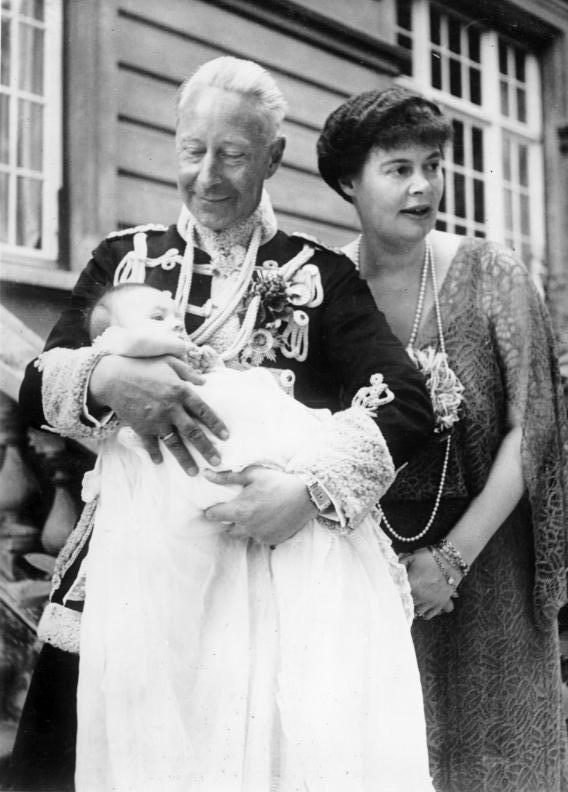
Guillaume de Prusse, en compagnie de son épouse Cécile, portant dans ses bras sa petite-fille Felicité (1934).

Avec son épouse Cécile de Mecklembourg-Schwerin, Guillaume de Prusse a six enfants :
- Guillaume (1906-1940) renonce à ses droits dynastiques et épouse morganatiquement en 1933 Dorothée von Salviati (1907-1972), le couple a 2 filles ;
- Louis-Ferdinand (1907-1994) épouse en 1938 Kira de Russie (1909-1967), le couple a 7 enfants ;
- Hubert (1909-1950) épouse en 1941 Maria-Anna Freiin von Humboldt-Dachroeden, puis en 1943, il épouse Madeleine Reuss de Köstritz ;
- Frédéric (1911-1966) épouse en 1945 Lady Brigid Guinness, ils ont 5 enfants ;
- Alexandrine (1915-1980) ;
- Cécile (1917-1975) épouse en 1949 Clyde Kenneth Harris.

## Généalogie
Guillaume de Prusse appartient à la première branche de la maison de Hohenzollern. Cette lignée donne des électeurs, des rois, des empereurs au Saint-Empire romain germanique, à la Prusse, et à l'Allemagne. Guillaume de Prusse est l'arrière-grand-père de l'actuel prétendant de la Maison impériale d'Allemagne, le prince Georges Frédéric de Prusse.

## Postérité
Dans le film de Christian Carion Joyeux Noël (2005), son rôle est joué par Thomas Schmauser (de).
En août 2021 paraît aux éditions Duncker & Humblot Der Kronprinz und die Nazis (« Le prince héritier et les nazis »), de l'historien Lothar Machtan. L'ouvrage est accablant pour Guillaume de Prusse, dépeint comme un « antidémocrate radical d’extrême droite » et dont la proximité avec Hitler est confirmée par des archives. Or, le travail de Lothar Machtan a été généreusement financé par l'arrière-petit-fils du Kronprinz, Georges-Frédéric de Prusse, qui, bien que « choqué » par certains passages, défend la nécessité de « faire la lumière sur ce chapitre sombre de [l']histoire » de sa famille. C'est aussi, pour le prétendant au trône, une façon de redorer son blason mis à mal par ses exigences de restitution des biens confisqués par l'État allemand après la Seconde Guerre mondiale.